# Predlagana ruska aneksacija Pridnestrja
Vlada Pridnestrske republike, separatistične in mednarodno nepriznane odcepljene države, je večkrat zahtevala priključitev k Rusiji. Pridnestrje je ozemlje, ki se je ločilo od Moldavije zaradi strahu pred morebitno združitvijo slednje z Romunijo. To je leta 1992 sprožilo vojno v Pridnestrju, v kateri je proruskemu Pridnestrju uspelo ostati ločeno od Moldavije. Kljub temu se Pridnestrje do danes pravno in mednarodno obravnava kot del Moldavije.
Po ruski priključitvi Krima leta 2014 so se v Pridnestrju pojavili upi o ruski aneksiji Pridnestrja. Pridnestrje ima precejšnje rusko prebivalstvo in velika večina ljudi govori rusko. Ozemlje finančno podpira Rusija, pridnestrsko izobraževanje in zakoni pa so medsebojno povezani z državnimi. Leta 2006 je bil v Pridnestrju organiziran referendum o neodvisnosti, ki ga je organiziral prvi predsednik Pridnestrja Igor Smirnov, da bi glasovali za morebitno ponovno priključitev Moldaviji ali neodvisnost in pristop k Ruski federaciji, pri čemer je bil splošno sprejet drugi predlog. Verodostojnost teh rezultatov je bila vprašljiva. Kasnejše študije so tudi dokazale priljubljenost ideje pri vsaj delu prebivalstva Pridnestrja.
Zaradi vsega tega je natanko na dan ruske aneksije Krima vodja pridnestrskega parlamenta Mihail Burla poslal Rusiji pismo, v katerem je prosil, da se morebitno rusko priključitev Pridnestrja vključi v zakonodajo države, kar je naletelo na negativen odziv mednarodne skupnosti. Temo so večkrat omenili različni pridnestrski politiki, kot so nekdanja ministrica za zunanje zadeve Pridnestrja Nina Štanski, nekdanji pridnestrski predsednik Jevgenij Ševčuk (ki je leta 2016 izdal neuspešen odlok o končni priključitvi Pridnestrja Rusiji) in sedanji, Vadim Krasnoselski. Nekatere osebnosti iz Rusije, kot so Zahar Prilepin, Vladimir Žirinovski in stranka Za resnico, so se na tovrstne pobude odzvali pozitivno.
Ne glede na vse pa nekateri analitiki menijo, da Rusija ne bo poskušala priključiti Pridnestrja. Rusija si uradno prizadeva za podelitev posebnega statusa Pridnestrju znotraj Moldavije, da bi s tem morda vplivala na celotno državo. Priključitev Pridnestrja s strani Rusije bi bila tako kontraproduktivna, zlasti če upoštevamo, da bi lahko pospešila neželeno združitev med Moldavijo in Romunijo. Poleg tega je Pridnestrje daleč od Rusije in brez izhoda na morje, zato bi lahko bilo ustvarjanje nacionalističnega diskurza v ruski javnosti za dosego priključitve ozemlja, kot je bilo prej storjeno s Krimom, težje.

## Ozadje
Po razpadu Sovjetske zveze je Moldavska sovjetska socialistična republika (Moldavska SSR) razglasila neodvisnost in postala moderna Moldavija. Na vzhodu se je pojavil strah, da se bo Moldavija po tem dogodku združila z Romunijo, zato je razglasila neodvisnost od Moldavije in postala moderna Pridnestrska republika. To je leta 1992 privedlo do vojne v Pridnestrju, v kateri je Pridnestrju s svojo 14. gardno armado pomagala Rusija. Posledično je moralo Pridnestrje ostati ločeno od Moldavije, vendar ga mednarodna skupnost še naprej priznavala kot moldavsko ozemlje.
Po koncu vojne se je zvrstilo nekaj poskusnih rešitev pridnestrskega konflikta, med njimi izstopa Kozakov memorandum, a noben ni bil uspešen. Državne oblasti so 17. septembra 2006 v Pridnestrju izvedle referendum. Prebivalstvo je bilo vprašano, ali naj se Pridnestrje ponovno vključi v Moldavijo ali ne in ali naj si prizadeva za neodvisnost in morebitno prihodnjo vključitev v Rusijo ali ne. Prvo vprašanje je zavrnilo 96,61 % glasovalcev, drugo pa 98,07 % glasov, volilna udeležba je znašala 78,55 %. Moldavska podružnica Helsinškega odbora za človekove pravice je trdila, da je na referendumu odkrila nepravilnosti in kršitve, in namigovala o vnaprej pripravljenih rezultatih. Smirnov, takratni prvi predsednik Pridnestrja je med svojo 20-letno vladavino večkrat dal predloge in se skliceval na morebitno rusko priključitev Pridnestrja.
Po popisu prebivalstva v Pridnestrju iz leta 2015 je Pridnestrje rusko-pluralno ozemlje, pri čemer je 34 % opredeljenega prebivalstva Rusov, 33 % je Moldavcev / Romunov in 26,7 % Ukrajincev. Ostalo prebivalstvo, ki se je opredelilo po narodnosti, pripada manjšim manjšinam, kot so Bolgari (2,8 %), Gagavzi (1,2 %), Belorusi (0,6 %), Nemci (0,3 %), Poljaki (0,2 %) in drugi.  Po nekaterih trditvah pa naj bi bilo Moldavcev/Romunov dejansko 40% prebivalstva Pridnestrja.

## Predlogi

### Zgodovina
Po uradni ruski priključitvi Krima 18. marca 2014 so se pojavile špekulacije o tem, ali bo sledilo tudi Pridnestrje. Na isti dan priključitve Krima je Mihail Burla, predsednik vrhovnega sveta Pridnestrja (predsednik pridnestrskega parlamenta), v imenu pridnestrskega vrhovnega sveta poslal pismo takratnemu predsedniku državne dume (eden izmed dveh domov ruskega parlamenta) Sergeju Nariškinu in pozval k spremembam ruske zakonodaje, da bi olajšali prihodnjo priključitev Pridnestrja Rusiji. Poleg tega so po poročilih neodvisne novinarke Mitre Nazar iz marca 2014 ljudje v Pridnestrju upali, da jih bo Rusija priključila, priključitev Krima pa so videli kot "znak upanja". Upokojenka s podeželja, katero je intervjuvala Nazarjeva, je izjavila, da upa, da bo Pridnestrje priključeno Rusiji, da bo imela višje pokojnine in da bo mlajšim generacijam omogočila boljšo prihodnost.
Takratni predsednik Moldavije Nicolae Timofti je na Burlovo pismo odgovoril z opozorilom, naj Rusija ne poskuša priključiti Pridnestrja, češ da bi bila to "napaka" s strani Rusije in da bi na koncu "še dodatno škodovala njenemu mednarodnemu ugledu". Jean-Claude Juncker, nekdanji luksemburški premier in takratni predsednik Evropske komisije, je Evropsko unijo (EU) spodbudil k sprejetju ukrepov, da  Moldavija ne bi postala "naslednja žrtev ruske agresije". Predsednik Romunije Traian Băsescu se je zavzel za pospešitev vstopnega procesa Moldavije v EU, od tega pa je po njegovih besedah odvisna varnost države.
Nekaj dni kasneje je Nina Štanski, takratna ministrica za zunanje zadeve Pridnestrja, pozdravila priključitev Krima; izjavila, da "se imamo za del ruskega sveta" in da "nismo nič drugačni od Rusov in ruske civilizacije" ter od predsednika Rusije Vladimirja Putina zahtevala priključitev Pridnestrja. Zatem je pridnestrski parlament aprila 2014 pozval Rusijo, naj prizna neodvisnost Pridnestrja.
7. septembra 2016 je takratni predsednik Pridnestrja Jevgenij Ševčuk izdal odlok št. 348 "O uveljavitvi rezultatov republiškega referenduma dne 17. septembra 2006", da bi pravni sistem Pridnestrja približal ruskemu. To je storil v počastitev 10. obletnice referenduma v Pridnestrju leta 2006. Odlok je bil ocenjen kot neveljaven, ker je bil referendum izveden deset let prej in so Ševčukova dejanja kritizirali. Pridnestrske oblasti so tudi večkrat izrazile namero, da se pridružijo mednarodnim rusko sponzoriranim organizacijam, kot je nekdanja Evrazijska gospodarska skupnost, naslednica Evrazijske gospodarske unije ter Evrazijske carinske unije. 12. aprila 2017 je vrhovni svet Pridnestrja sprejel novo souradno zastavo republike, ki temelji na ruski trobojnici, da bi dodatno okrepili neodvisnost Pridnestrja in integracijo z Rusijo.
Ševčukov naslednik, Vadim Krasnoselski, je leta 2018 izrazil zavezanost pridnestrski priključitvi Rusiji. Leta 2019 je tudi dejal, da je Rusija "naša usoda" in da bi nov referendum o morebitni združitvi z Rusijo lahko po potrebi izvedli, a pod pogojem, da Rusija prizna rezultate.

### Analiza
Ruski vpliv na Pridnestrje je velik, od leta 2014 ima okoli 200.000 Pridnestrcev ruski potni list. Pridnestrje s plačilom pokojnin in dolgov za zemeljski plin ekonomsko financira Rusija, pri čemer nekateri ruski politiki prav tako vlagajo v industrijo Pridnestrja,  številna pridnestrska podjetja so v lasti ruskih podjetij. Pridnestrske šole uporabljajo ruske učbenike, ki poučujejo rusko zgodovino, in veliko pridnestrskih študentov gre na študij v ruska mesta, kot sta Moskva ali Sankt Peterburg. Od leta 2013 potekajo prizadevanja za povezavo ruske zakonodaje s pravnim zakonikom Pridnestrja, ruščina pa je običajni (vendar ne materni) jezik več kot 90 % prebivalcev Pridnestrja, ki se uporablja v poslovnih zadevah in kot medetnični jezik. V študiji, ki je bila izvedena med oktobrom 2018 in februarjem 2019, je na vprašanje, katera možnost bi privedla do hitrejšega razvoja Pridnestrja, 37,1 % anketiranih Pridnestrcev odgovorilo s priključitvijo Rusiji. V nasprotju jih je 22,6 % odgovorilo z razglasitvijo neodvisne in mednarodno priznane pridnestrske države, medtem ko jih je le 5,2 % odgovorilo s ponovno vključitvijo v Moldavijo.
Predlog je dobil podporo v Rusiji. Ruski politik Vladimir Žirinovski, vodja Liberalno-demokratske stranke Rusije (LDPR) in nekdanji namestnik predsednika državne dume, je izjavil, da bi morala Rusija priznati in braniti Pridnestrje. Izjavil je tudi, da je Pridnestrje "rusko ozemlje". Rusko priznanje in priključitev Pridnestrja je podprla tudi nekdanja ruska stranka Za resnico. Ruski pisatelj Zahar Prilepin si je tudi prizadeval za rusko priključitev Pridnestrja, pa tudi Abhazije, Republike Arcah, Južne Osetije ter Donecka in Luganska.
Nekateri analitiki in učenjaki pa trdijo, da je ruska priključitev Pridnestrja malo verjetna. Rusija v nasprotju z drugimi odcepljenimi državami, kot sta Abhazija in Južna Osetija, ki ju je priznala leta 2008, Pridnestrja ne priznava kot neodvisno državo in za priznanje ni pokazala zanimanja. Možno je, da bi Rusija, če bi to storila, izgubila ves svoj vpliv na moldavsko politiko in Moldavijo naredila močno prozahodno usmerjeno. Namesto tega naj bi Rusija po mnenju nekaterih analitikov želela, da bi Pridnestrje imelo "poseben status" znotraj Moldavije, da bi ohranila vpliv nad celotnim območjem. Priznanje Pridnestrja s strani Rusije bi lahko olajšalo združitev Romunije in Moldavije, čemur Rusija nasprotuje. Poleg tega je Pridnestrje precej bolj oddaljeno od Rusije kot Krim in je brez izhoda na morje, tako da je Rusija lahko povezana s tem ozemljem le prek do priključitve sovražnih držav. Ustvarjanje dovolj močnega nacionalističnega gibanja, ki bi doseglo priključitev Pridnestrja Rusiji, bi lahko bilo tudi težje kot s Krimom, ki je bil predstavljen kot "izgubljena" in "ukradena" dežela.